# 贾哈纳巴德
贾哈纳巴德（Jahanabad），是印度北方邦Pilibhit县的一个城镇。总人口12420（2001年）。

## 人口
该地2001年总人口12420人，其中男性6521人，女性5899人；0—6岁人口2396人，其中男1268人，女1128人；识字率36.66%，其中男性为46.11%，女性为26.21%。